# Piège de Thucydide

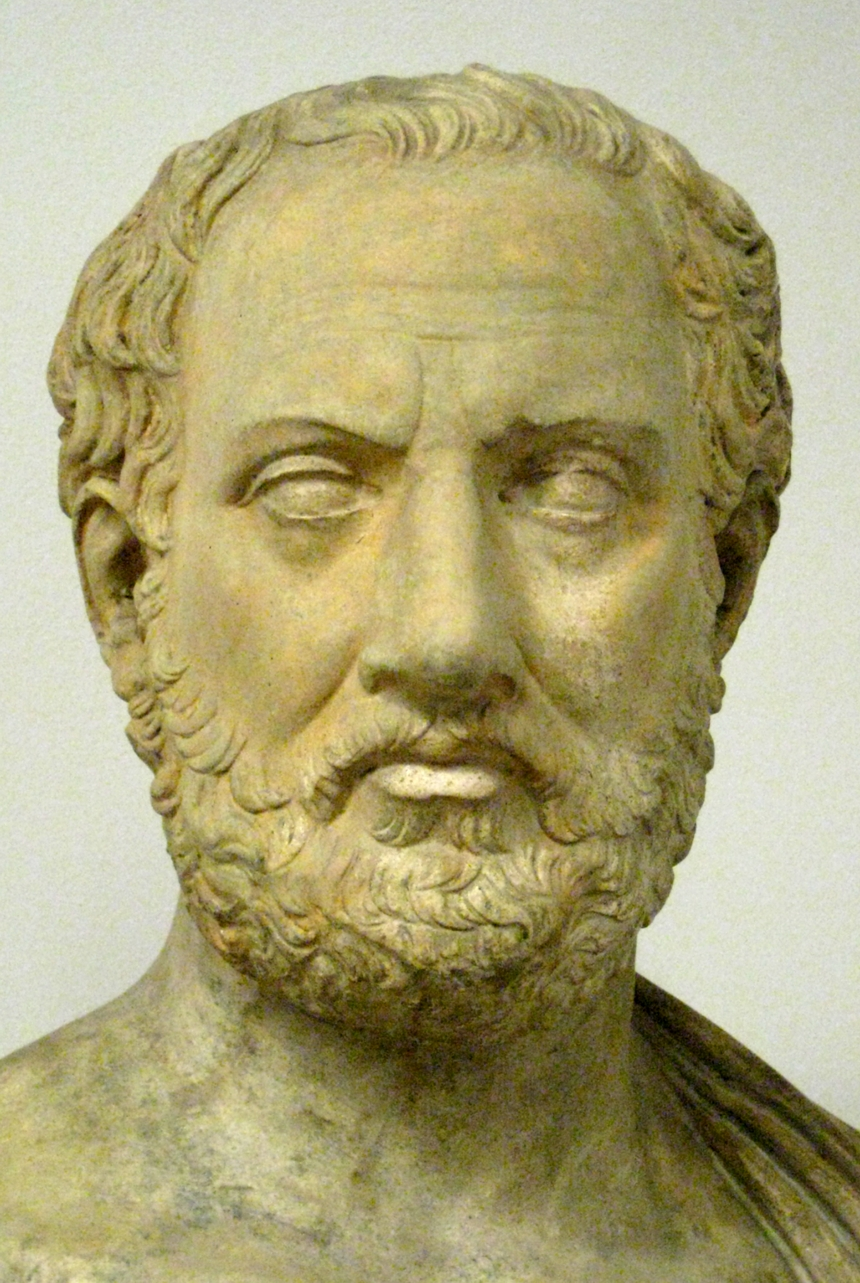
Thucydide.

Le piège de Thucydide est la stratégie, en relations internationales, par laquelle une puissance dominante entre en guerre avec une puissance émergente dont elle craint la montée en puissance.

## Concept
Le piège de Thucydide est un concept polémologique nommé et théorisé par le politiste Graham T. Allison dans les années 2010. Le nom fait référence à un passage de la guerre du Péloponnèse dans lequel l'auteur Thucydide considère que la guerre du Péloponnèse a été causée par des réactions fortes des Lacédémoniens, à l'époque inquiets en constatant le rapide développement d'Athènes. La perception de la montée en puissance de la cité-État rivale aurait été pour eux un casus belli majeur, bien qu'inavoué.
Allison soutient que l'histoire du monde regorge d'affrontements armés déclenchés par l'inquiétude ou la paranoïa[réf. nécessaire] d'un acteur établi face à l'hybris d'un nouveau rival. Il considère que les États-Unis et la Chine, du fait du développement de cette dernière, sont d'ores et déjà, au début du XXIe siècle, engagés dans une pente presque inéluctable qui les mènera à se mesurer militairement,.
Allison, avec un laboratoire de l'université Harvard, a recensé 16 occurrences du piège de Thucydide dans l'Histoire. Il montre que 12 d'entre elles ont débouché sur la guerre. Les résultats de cette étude sont publiés dans Vers la guerre : la Chine et l'Amérique dans le piège de Thucydide ? (2019).
Si le piège de Thucydide est de formulation récente sur la base d'un texte ancien, l'idée qui la sous-tend avait déjà été soutenue par Arnold Toynbee. Raymond Aron a par ailleurs rédigé la préface à la version française de son ouvrage l'Histoire (1977), où il soulève la question suivante : « Thucydide jugeait exemplaire la guerre du Péloponnèse parce que pensait-il, si les circonstances se reproduisent, les hommes se conduisent de même manière... Si les grandes guerres du XXe siècle occupent la même place dans le destin de la civilisation de l'occident moderne que la guerre du Péloponnèse, à quel diagnostic aboutit notre auteur ? ».

## Le cas de la Chine et de l'Amérique
La Chine, une puissance en progression (surtout économiquement), a de plus en plus tendance à mettre en cause la puissance établie que représentent les États-Unis, et ce pour de multiples raisons. On peut noter que, depuis le Krach boursier de 1929 et ses conséquences sur l'économie mondiale, 40% de la croissance mondiale est le fait de la Chine à elle seule. De plus, pour ce qui est de la parité de pouvoir d'achat, la Chine n'a pas seulement dépassé les États-Unis[pas clair] : elle représentait environ 18 % du PIB mondial en 2016, contre à peine 2 % en 1980. De fait, énormément de Chinois sortent de la pauvreté et s'enrichissent depuis quelques dizaines d'années. Selon Graham Allison, la Chine illustre une croissance concrète avec un taux trois fois plus élevé à celui des Américains. De plus, la Chine surpasse les États-Unis dans plusieurs domaines de productions comme l'acier, les navires, l'aluminium, les vêtements, l'ameublement, les téléphones mobiles et les ordinateurs. Qui plus est, la Chine représente une colossale rivale économique, car elle étend de plus en plus son emprise sur des partenaires en Asie pacifique, qui s'éloignent progressivement de l'influence économique américaine.
Pour de nombreuses raisons, comme la croissance économique et militaire de la Chine, la domination de certains marchés commerciaux, les différences d'opinions et d'intérêts entre les deux pays (notamment en ce qui concerne les questions de gouvernance mondiale et des droits de l'homme), la croissance du PIB ainsi que l'influence commerciale croissante, Allison suggère qu'il est possible que la Chine entre un jour en conflit avec la puissance établie, donc les États-Unis, à l'initiative de ces derniers, comme ce fut le cas durant la Guerre du Péloponnèse entre Sparte et Athènes.
Selon Andrew Latham (qui enseigne les sciences politiques au Macalester College : « s'il y a une leçon à tirer de l'Histoire de la guerre du Péloponnèse, ce n'est pourtant pas que la guerre est inévitable, mais qu'elle devient probable quand la place réservée à la prudence et à la réflexion s'effondre face à la peur et à l'orgueil. Thucydide ne nous offre pas une théorie des relations internationales, mais un avertissement, un rappel aux dirigeants qui, obsédés par leur propre place dans l'histoire, précipitent leur nation vers l'abîme. Éviter ce destin demande un jugement avisé. Cela demande surtout l'humilité de reconnaître que l'avenir ne dépend pas uniquement de déterminismes structurels, mais aussi des choix que les femmes et les hommes font ».

## Critiques
Les auteurs comme Joseph S. Nye critiquent les bases même du concept en remarquant que 12 des 16 cas listés ne correspondent pas à la définition d'une puissance dominante qui déclarerait la guerre à une puissance émergente.
Dans la guerre du Péloponnèse, les Spartiates déclarent la guerre à la suite d'une action militaire d'Athènes (la bataille de Potidée). Ce n'est donc pas seulement la montée en puissance d'Athènes qui a provoqué la guerre.

## Occurrences historiques
Les seize occurrences historiques suivantes sont citées par Graham Allison et son équipe dans leur ouvrage paru en 2019.
| Période                               | Puissance dominante                                                                       | Puissance émergente                       | Aboutissement |
| ------------------------------------- | ----------------------------------------------------------------------------------------- | ----------------------------------------- | ------------- |
| Première moitié du XVIe siècle        | Royaume de France                                                                         | Saint-Empire                              | Guerre        |
| XVIe siècle - XVIIe siècle            | Saint-Empire                                                                              | Empire ottoman                            | Guerre        |
| XVIIe siècle                          | Provinces-Unies                                                                           | Royaume d'Angleterre                      | Guerre        |
| XVIIe siècle                          | Saint-Empire                                                                              | Royaume de Suède                          | Guerre        |
| Fin du XVIIe - Début du XVIIIe siècle | Royaume de France                                                                         | Royaume de Grande-Bretagne                | Guerre        |
| Fin du XVIIIe - Début du XIXe siècle  | Royaume de Grande-Bretagne puis Royaume-Uni de Grande-Bretagne et d'Irlande               | République française puis Empire français | Guerre        |
| XIXe siècle                           | Second Empire                                                                             | Empire allemand                           | Guerre        |
| Milieu du XIXe siècle                 | Second Empire Royaume-Uni de Grande-Bretagne et d'Irlande                                 | Empire russe                              | Guerre        |
| Fin du XIXe - Début du XXe siècle     | Empire russe Empire de Chine                                                              | Empire du Japon                           | Guerre        |
| 19e siècle-1913                       | République française Royaume-Uni de Grande-Bretagne et d'Irlande du Nord                  | Empire allemand                           | Non guerre    |
| Début du XXe siècle                   | Royaume-Uni de Grande-Bretagne et d'Irlande                                               | États-Unis d'Amérique                     | Non guerre    |
| Début du XXe siècle                   | République française Empire russe Royaume-Uni de Grande-Bretagne et d'Irlande             | Empire allemand                           | Guerre        |
| Milieu du XXe siècle                  | États-Unis d'Amérique                                                                     | Empire du Japon                           | Guerre        |
| Milieu du XXe siècle                  | République française Royaume-Uni de Grande-Bretagne et d'Irlande du Nord Union soviétique | Reich allemand                            | Guerre        |
| Années 1940 - Années 1980             | États-Unis d'Amérique                                                                     | Union soviétique                          | Non guerre    |
| Années 1970 - Années 1980             | Union soviétique                                                                          | Japon                                     | Non guerre    |